# 亞歷山大 (紐約州)
亞歷山大（英語：Alexander）是一個位於美國紐約州傑納西縣的鎮。

## 人口
根據2020年美國人口普查的數據，亞歷山大的面積為92.11平方千米，當中陸地面積為91.86平方千米，而水域面積為0.25平方千米。當地共有人口2491人，而人口密度為每平方千米27人。